# Nombre superabondant
En mathématiques, un nombre superabondant est un entier naturel n tel que, pour tout m < n,
{\displaystyle {\frac {\sigma (m)}{m}}<{\frac {\sigma (n)}{n}},}
où σ est la fonction somme des diviseurs. Les premiers nombres superabondants sont 1, 2, 4, 6, 12, 24, 36, 48, 60, 120 (suite A004394 de l'OEIS). Ce concept a été défini en 1944 par Leonidas Alaoglu et Paul Erdős. Ces derniers ne savaient pas qu'en 1915, une trentaine de pages de l'article de Srinivasa Ramanujan Highly composite numbers (« Nombres hautement composés ») avaient été supprimées. Ces écrits furent finalement publiés en 1997, dans The Ramanujan Journal 1, p. 119-153. Dans la section no 59 de cet article, Ramanujan définit les nombres hautement composés, parmi lesquels figurent les nombres superabondants.

## Propriétés
Alaoglu et Erdős, en 1944, ont prouvé que, si n est superabondant, alors il existe un i et des a1, a2, …, ai, tels que :
{\displaystyle n=\prod _{k=1}^{i}(p_{k})^{a_{k}},}
où pk est le k-ième nombre premier et
{\displaystyle a_{1}\geq a_{2}\geq \dots \geq a_{i}.}
Autrement dit, si n est superabondant, sa décomposition en facteurs premiers présente des exposants décroissants.
De plus, ai est toujours égal à 1, sauf pour n valant 4 ou 36.
Les nombres superabondants sont intimement liés aux nombres hautement composés. Il serait erroné de penser que tous les nombres superabondants sont aussi des nombres hautement composés : seulement 449 nombres appartiennent simultanément aux deux catégories. Par exemple, 7 560 est hautement composé, mais non superabondant. Néanmoins, Alaoglu et Erdős ont remarqué que tous les nombres superabondants sont aussi hautement abondants. De plus, tous les nombres superabondants ne sont pas des nombres Harshad. En effet, la seule exception est le 105e nombre superabondant : 149 602 080 797 769 600. La somme de ses chiffres, 81, n'est pas, en effet, un diviseur de ce nombre.
Les nombres superabondants ont également un intérêt dans leur lien avec l'hypothèse de Riemann, via le théorème de Robin, selon lequel cette hypothèse équivaut à :
{\displaystyle \forall n>5040\quad {\frac {\sigma (n)}{e^{\gamma }n\log \log n}}<1,}
le nombre superabondant 5 040 étant la plus grande exception connue. Si cette inégalité a un contre-exemple plus grand, ce qui prouverait que l'hypothèse de Riemann est fausse, le plus petit des contre-exemples doit être un nombre superabondant.